# Quiscale bronzé
Quiscalus quiscula
Espèce
Statut de conservation UICN

 NT  : Quasi menacé
Répartition géographique
Le Quiscale bronzé (Quiscalus quiscula) est une grande espèce d'oiseau de la famille des Icteridae, résidant dans l'est de l'Amérique du Nord.

## Description
Le quiscale bronzé est un oiseau de couleur sombre, mesurant entre 28 et 34 cm de long. Les oiseaux adultes ont un bec grand et noir, les yeux jaunes, et une queue longue ; son plumage irisé se caractérise par la tête bleue et le corps de couleur bronze. Les  femelles sont un peu moins grandes et moins luisantes. Les juvéniles sont plutôt bruns, ternes, avec des iris jaunes.

## Répartition et habitat

### Répartition
Sa population s'étend rapidement, et il est devenu l'une des espèces majeures d'Amérique du Nord durant ces 50 dernières années. Le quiscale bronzé est répandu à travers l'est de l'Amérique du Nord. On le retrouve toute l'année dans la moitié est des États-Unis. Les populations situées au nord de l'Iowa et à l'est du Texas et du Kansas sont migratrices. On le trouve dans une large partie du Canada, jusqu'au nord de l'Alberta. On peut également le trouver dans une petite partie du nord-ouest du Mexique.

### Migration
Les populations du nord et de l'est sont migratoires, quittant leur lieu de reproduction entre août et début décembre, parcourant entre 200 et 1 000 km en fonction de la latitude de départ. Il repart de ses quartiers d'hiver à partir de la mi-février, achevant sa migration avant la fin avril.
Il se déplace en journée, souvent en nuée mixte avec d'autres oiseaux comme l'étourneau sansonnet, la carouge à épaulettes ou le vacher à tête brune. Les nuées peuvent atteindre plusieurs centaines d'individus.

### Habitat
Le quiscale bronzé occupe une large gamme d'habitats ouverts avec quelques arbres, incluant les forêts ouvertes ou les lisières ; on peut aussi le trouver dans des marais. Il n'apprécie pas les forêts trop denses. On peut le retrouver proche des habitations humaines, dans les parcs, les cimetières ou les plantations de conifères. Il occupe des habitats similaires lors de sa migration, se regroupant en larges dortoirs rassemblant des centaines de milliers d'individus.

## Écologie et comportement

### Alimentation
Le Quiscale bronzé a un régime alimentaire diversifié (majoritairement graines et céréales, insectes, et moins fréquemment vers, grenouilles, poissons, souris, œufs et oisillons) en plus de visiter les mangeoires. Durant la saison de la reproduction, il privilégie les invertébrés ; il se nourrit plutôt de matières végétales pendant la migration et durant l'hiver. Il est très opportuniste et trouve facilement de quoi subsister.
Il se nourrit principalement au sol, utilisant son bec pour fouiller la terre, mais aussi dans la végétation environnante. Il est souvent en groupe avec d'autres espèces de la même famille ou des étourneaux.

### Reproduction
La période de reproduction début à la fin du mois de mars, période à laquelle les quiscales forment des couples monogames. La femelle construit le nid, fréquemment situé proche de l'eau, dans les branches de conifères. Il s'agit d'un nid en bol, constitué de jeunes pousses, de feuilles et d'herbes fines, et doublé de boue séchée recouverte de poils d'herbes plus douces. Il peut aussi y incorporer de nombreux matériaux différents, incluant par exemple du tissu, des fils, des plumes ou de l'écorce.
La femelle pond entre 1 et 7 œufs, avec une couleur plutôt bleu clair ou gris, mais pouvant varier du blanc au brun. Elle les couve seule, sur une durée entre 13 et 14 jours ; une partie des mâles désertent à cette période. Les jeunes quiscales quittent généralement le nid entre 12 et 15 jours après l'éclosion, continuant à être nourris par les adultes pendant plusieurs semaines par la suite.

### Prédation et parasitisme
Le vacher à tête brune est susceptible de parasiter les couvées des quiscales bronzés ; cependant, les occurrences du parasitisme sont rares, et souvent sans effet sur les couvées du quiscale, dont les juvéniles sont sensiblement plus gros que les petits vachers. Le quiscale est aussi capable de rejeter les œufs de vacher et a un comportement agressif s'il repère un vacher à proximité du nid. Il semble que le quiscale ait été plus apte à rejeter les œufs parasites par le passé, ce qui explique que les vachers le parasitent plus rarement.

## Systématique
Le quiscale bronzé est représenté par trois sous-espèces, :  
- Quiscalus quiscula quiscula (Linnaeus, 1758) : Occupe le sud de l'aire de répartition, du sud-est de la Louisiane au sud-est de la Caroline du Sud et en Floride. Son dos est vert sombre et sa queue bleu-vert, avec une tête plutôt violette et un ventre violet-bleu.
- Quiscalus quiscula versicolor (Vieillot, 1819) : Occupe la majeure partie de l'aire de répartition, au nord et à l'ouest d'une ligne reliant la Louisiane et la Nouvelle-Angleterre. Sa couleur bronzée est assez uniforme, avec une queue légèrement violette et une tête bleu-vert. Il s'agit de la sous-espèce la plus migratrice.
- Quiscalus quiscula stonei (Chapman, 1935[14]) : La répartition n'est pas bien connue, mais serait entre le sud-est de l'État de New York à l'Alabama et au centre de la Louisiane. Son dos et ventre sont violets, sa queue bleu-vert.

## Le quiscale bronzé et l'humain

### Conservation
Le quiscale bronzé est classé comme "quasi-menacé" par l'UICN, en raison d'une récente étude qui suggère une forte diminution des populations par rapport aux niveaux historiques (passant de 190 millions en 1977 à 70 millions en 2011). Les études sur le déclin ou l'augmentation des populations de quiscales sont cependant conflictuelles.
Il bénéficie fortement de la présence humaine et de la déforestation pour l'agriculture. Se nourrissant de graines et de fruits, il est considéré comme indésirable par les agriculteurs nord-américains.

## Galerie d'images

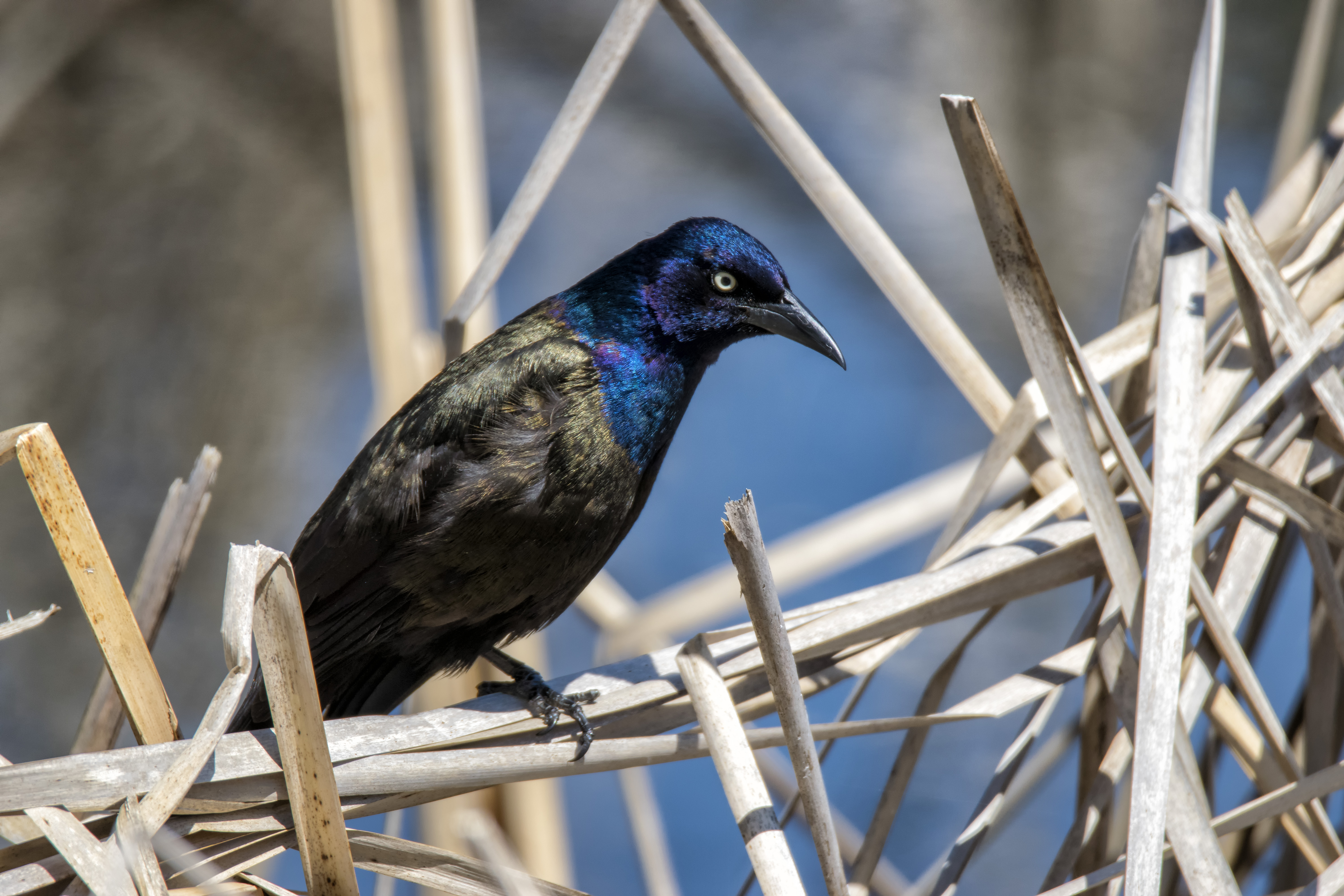
Quiscale bronzé
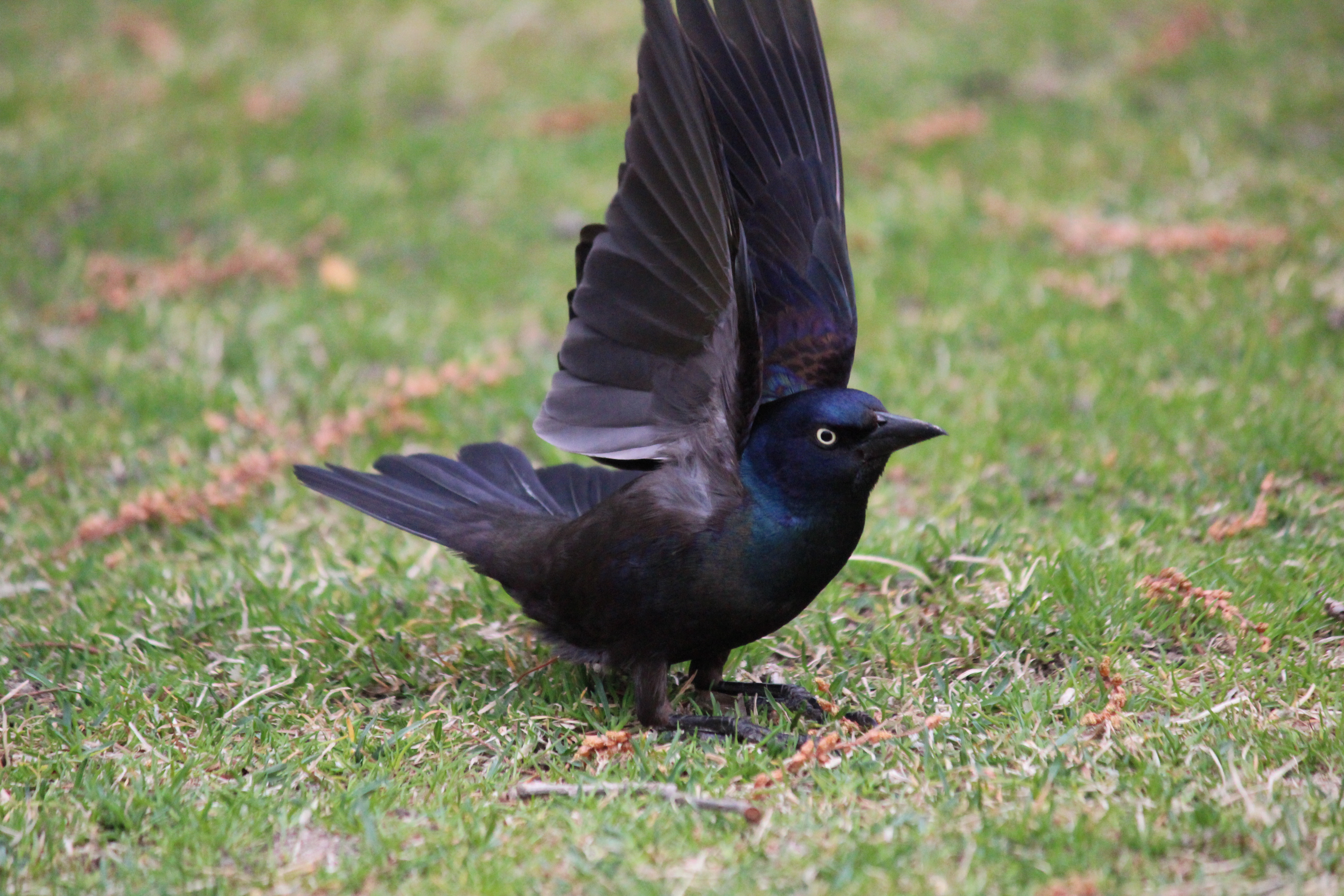
Quiscale bronzé décollant
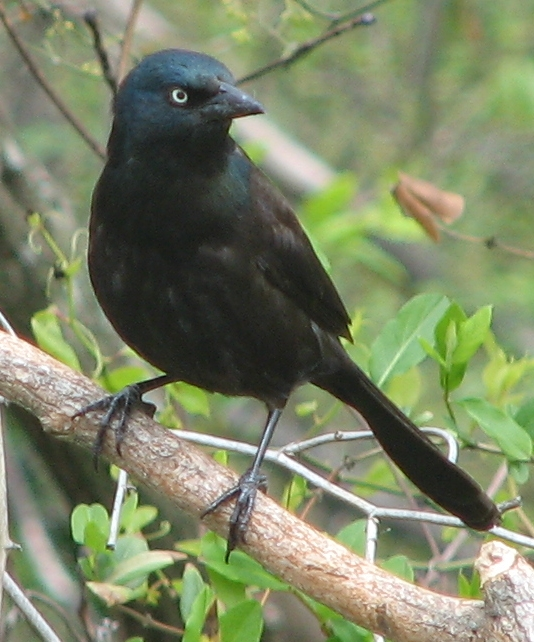
Quiscale bronzé sur une branche
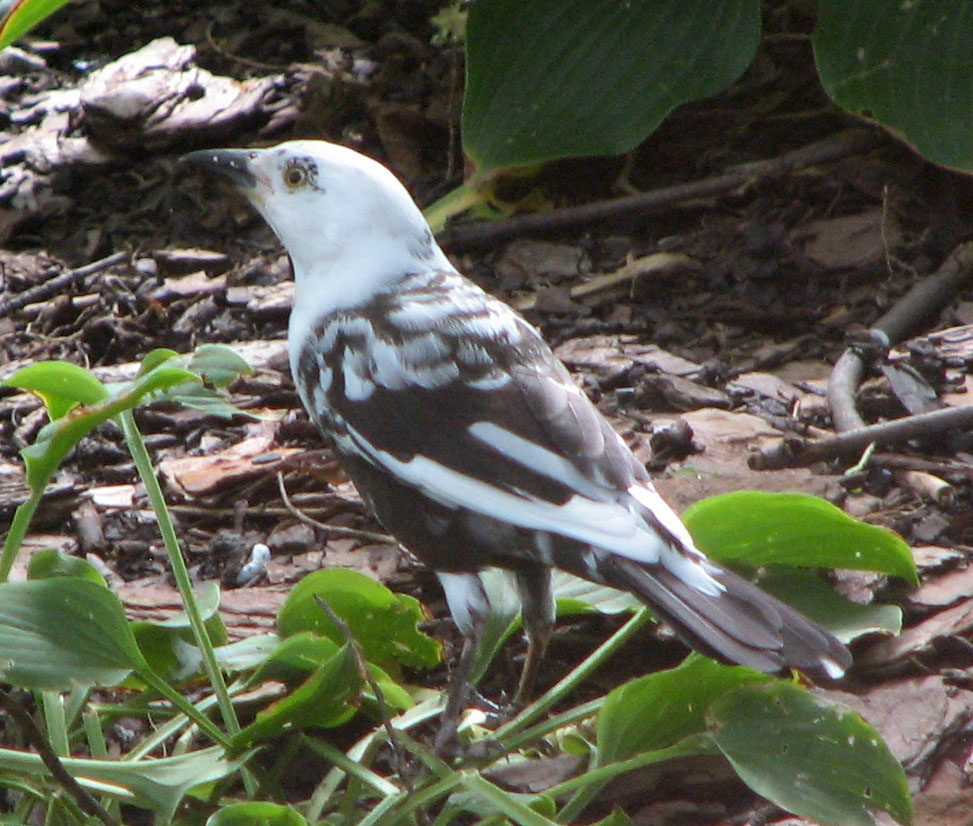
Quiscale bronzé atteint de leucistisme
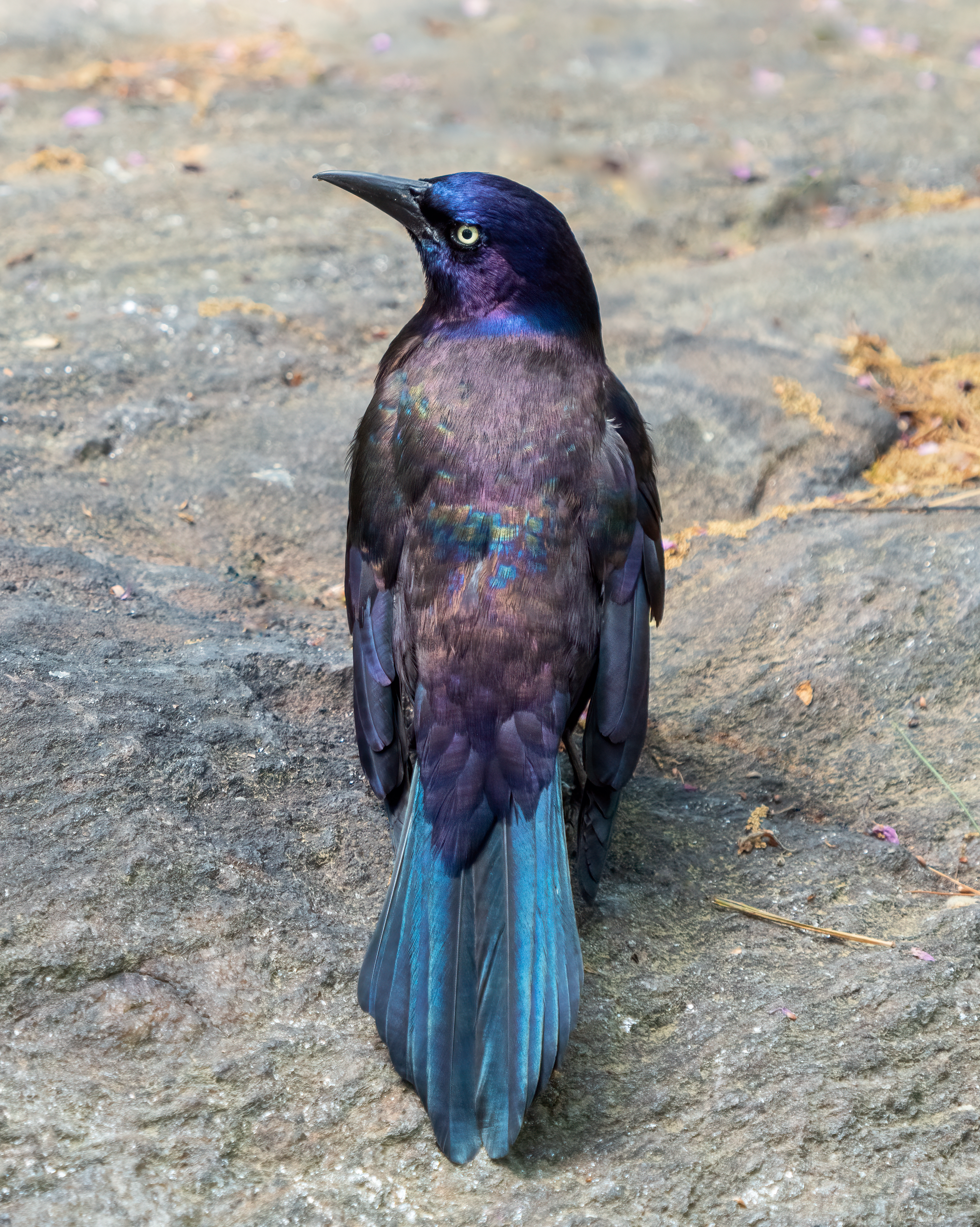
Quiscale bronzé montrant son iridescence à Central Park, New York. Mai 2021.